# Baiti
Baiti este un district din Nauru cu aprox. 810 locuitori și o suprafață de 1,2 km².